# 船田一琴
船田 一琴（ふなだ いっきん、1812年（文化9年）- 1863年11月28日（文久3年10月18日））は、江戸時代後期の装剣金工家である。前名は勇太郎、後に庄助を経て義長に改名。

## 経歴・人物
羽前の庄内に生まれ、幼年期に実父と死別したため実母が同じく装剣金工の一派である熊谷派の熊谷義信と結婚した。その後は養父となった義信から彫刻を学び、1826年（文政9年）には江戸に入り彼の師匠である熊谷義之の門人となる。また京都で後藤一乗の門下ともなり、再度江戸で四神や龍、花卉といった一乗の作風を影響を受けた鐔の作成にあたった。
しかし後に一琴は独自の作風を作り上げ、「甲鋤彫り」と呼ばれる技法を得意とした。また庄内藩に仕えその藩主だった酒井氏（酒井忠器、酒井忠発、酒井忠寛、酒井忠篤）の抱え工に携わり、故郷で活動する傍ら自身の一家の再興のため江戸で一琴の弟子を育てることにも力を入れた。

## 主な作品
- 『富士図鐔』